# Miletus siamensis
Miletus siamensis är en fjärilsart som beskrevs av Godfrey 1916. Miletus siamensis ingår i släktet Miletus och familjen juvelvingar. Inga underarter finns listade i Catalogue of Life.